# Eurocopter Écureuil
Eurocopter AS350 Écureuil, obecnie Airbus Helicopters H125 – rodzina lekkich wielozadaniowych śmigłowców produkowanych przez francuski koncern Aérospatiale, wchłonięty w styczniu 1992 przez konsorcjum Eurocopter Group, od stycznia 2014 pod nazwą Airbus Helicopters. Pierwszy śmigłowiec Aérospatiale produkowany seryjnie na taśmie montażowej. 

## Historia

### AS350
Prace projektowe nad śmigłowcem Écureuil, następcą bardzo udanego Alouette II, rozpoczęły się we wczesnych latach 70 XX wieku, skutkując powstaniem śmigłowca oznaczonego jako AS350 Écureuil. Pierwszy lot prototypu napędzanego silnikiem Avco Lycoming LTS-101 miał miejsce 27 czerwca 1974 roku, a drugiego, z silnikiem Turboméca Arriel, 14 lutego 1975 roku. Zbudowano 9 egzemplarzy przedprodukcyjnych, z których pierwszy wzniósł się w powietrze pod koniec roku 1977. 
Pierwsze dostawy seryjnego śmigłowca oznaczonego jako AS350B z silnikiem Arriel rozpoczęły się w 1978 roku. Wersja przeznaczona na rynek amerykański oznaczona jako AS350C AStar napędzana była takim samym silnikiem co pierwszy prototyp, Lycoming LTS-101. Wkrótce zastąpiono ten silnik mocniejszym, zmieniając oznaczenie śmigłowca na AS350D AStar. Śmigłowce AStar były składane w Stanach Zjednoczonych przez Aérospatiale Helicopters Division w Grand Prairie w Teksasie.
AS350 Écureuil jest śmigłowcem o bardzo wysokich parametrach, dużej niezawodności i niskich kosztach utrzymania. Standardowo posiada w kabinie 6 miejsc (są też wersje 5 miejscowe i 7 miejscowe), kadłub zbudowanej jest z nowoczesnych materiałów syntetycznych, takich jak poliwęglany, włókna szklane itp. Śmigłowiec jest wyposażony w nową głowicę wirnika głównego Staraflex, składającą się z bardzo niewielu elementów (około 25% elementów normalnego wirnika), dzięki czemu dużo tańszą i bardziej niezawodną, co pozwoliło wydłużyć czas jej resursu.
Wersja śmigłowca AS350B3 Écureuil produkowana przez konsorcjum Eurocopter Group (w którego skład weszła Aérospatiale), oblatana 4 marca 1997 roku, charakteryzuje się większą mocą, udźwigiem, pojemnością przestrzeni ładunkowej i szerszym zakresem temperatur pracy silnika. Może też osiągać wyższy pułap (rekord niżej) i większe prędkości.
Najnowsza wersja AS350B3e o poprawionej specyfikacji została wprowadzona pod koniec 2011 i jest wyposażona w silnik Arriel 2D.
Obecnie śmigłowiec AS350B3e jest oferowany pod nazwą H125 
Najmocniejszym punktem tej konstrukcji jest elektronicznie sterowany silnik Turboméca Arriel 2B o mocy 847 KM oraz zmodyfikowane wyposażenie kabiny pilota, zawierające wielofunkcyjne wyświetlacze pokazujące parametry pracy silnika i innych systemów śmigłowca. Śmigło ogonowe zostało zaadaptowane z dwusilnikowej wersji AS355. Wyposażenie elektroniczne umożliwia zautomatyzowanie startu maszyny i optymalizację parametrów pracy silnika w zależności od warunków lotu.
- 14 kwietnia 2005 na śmigłowcu AS350B3 ustanowiono rekord wysokości lotu - 10211 metrów.

- 14 maja 2005 na śmigłowcu AS350B3 ustanowiono rekord wysokości lądowania, wlatując na najwyższy szczyt świata Mount Everest. Było to pierwsze w historii zdobycie tego szczytu przy pomocy śmigłowca. Pilot testowy Eurocopter Francuz Didier Delsalle wylądował na wysokości 8848 m n.p.m. i zgodnie z wymaganiami (minimum 2 minuty) FAI (International Aeronautical Federation) pozostał tam 3 minuty 50 sekund (z włączonym silnikiem). Rekord został potwierdzony przez FAI i nakręcono z niego krótką relację film. Dokonano tego standardową wersją AS350B3, usuwając tylko niepotrzebne elementy, takie jak siedzenia dla pasażerów, w celu zmniejszenia standardowej wagi o 120 kg, a tym samym zwiększając o 1 godzinę możliwy zasięg paliwowy śmigłowca. Wywiad z pilotem zamieścił National Geographic. Landing on Air

- 15 maja 2005 rekord powtórzono, lądując na Mount Everest na 4 minuty.

- 26 kwietnia 2010 AS350B3 uratował wspinających się na Manaslu (8156 m n.p.m.), 4 koreańskich wspinaczy i 3 Szerpów nepalskich z wysokości 6500 metrów.

- 29 kwietnia 2010 AS350B3 uratował trzech hiszpańskich alpinistów z Annapurna I (8091 m n.p.m.), zostali podjęci z wysokości 6900 metrów.

- 21 maja 2013 AS350B3 z ratownikiem Maurizio Folini, wspinaczem Simone Moro i mechanikiem Arminem Senonerem na pokładzie uratował Nepalczyka Sudarshana Gautama, który po wejściu na szczyt Mount Everest osłabł na wysokości ok. 7800 metrów.

### AS550
Na początku lat 90 XX w., zbudowano wojskową wersję śmigłowca oznaczoną jako AS550 Fennec, którego przeznaczeniem jest zwalczanie czołgów, samolotów, wsparcie z powietrza, oraz transport i misje treningowe. Wersja bojowa nosi oznaczenie AS550C3. Aktualnie Fennec pozostaje na wyposażeniu armii Singapuru, Danii, Francji, marynarki wojennej Australii i Sił Zbrojnych Brazylii, gdzie jest licencyjnie produkowany przez przedsiębiorstwo Helibras jako HB 350. Śmigłowiec w tej wersji jest wyposażony w opancerzone siedzenie pilota i może przewozić pięciu żołnierzy w przedziale pasażerskim, który może być zaadaptowany do celów ewakuacji i przewozu rannych (jeden pacjent na noszach i 2 osoby personelu medycznego). Możliwe jest też przewożenie w tej przestrzeni do 3 m³ innego ładunku. Wersja wojskowa śmigłowca posiada drzwi odsuwane, a nie otwierane jak w cywilnym AS350. Ponadto dodano bagażnik o pojemności 1 m³ dostępny przez osobne drzwi po prawej stronie kadłuba za przedziałem pasażerskim.
Fennec jest wyposażony w urządzenia sterownicze dla jednego pilota, oprzyrządowanie umożliwiające widzenie w nocy, awionikę z systemami VOR/ILS, systemy łączności z możliwością transmisji kodowanej i wielofunkcyjne ekrany LCD wyświetlające informacje o parametrach lotu, systemów pokładowych i uzbrojenia. Śmigłowce AS550 mogą przenosić uzbrojenie bardzo wielu typów, poczynając od przeciwpancernych pocisków rakietowych TOW (jak w duńskich AS550C2, wyposażonych w systemy HeliTOW umieszczone na górze kabiny, umożliwiające strzelanie w dzień i w nocy), do podwieszanych zasobników z karabinami maszynowymi i działkami. Podwozie stanowią płozy z rur stalowych zaopatrzone opcjonalnie w nadmuchiwane pływaki, przeznaczone do awaryjnego lądowania na wodzie maszyn operujących nad akwenami.

### AS355

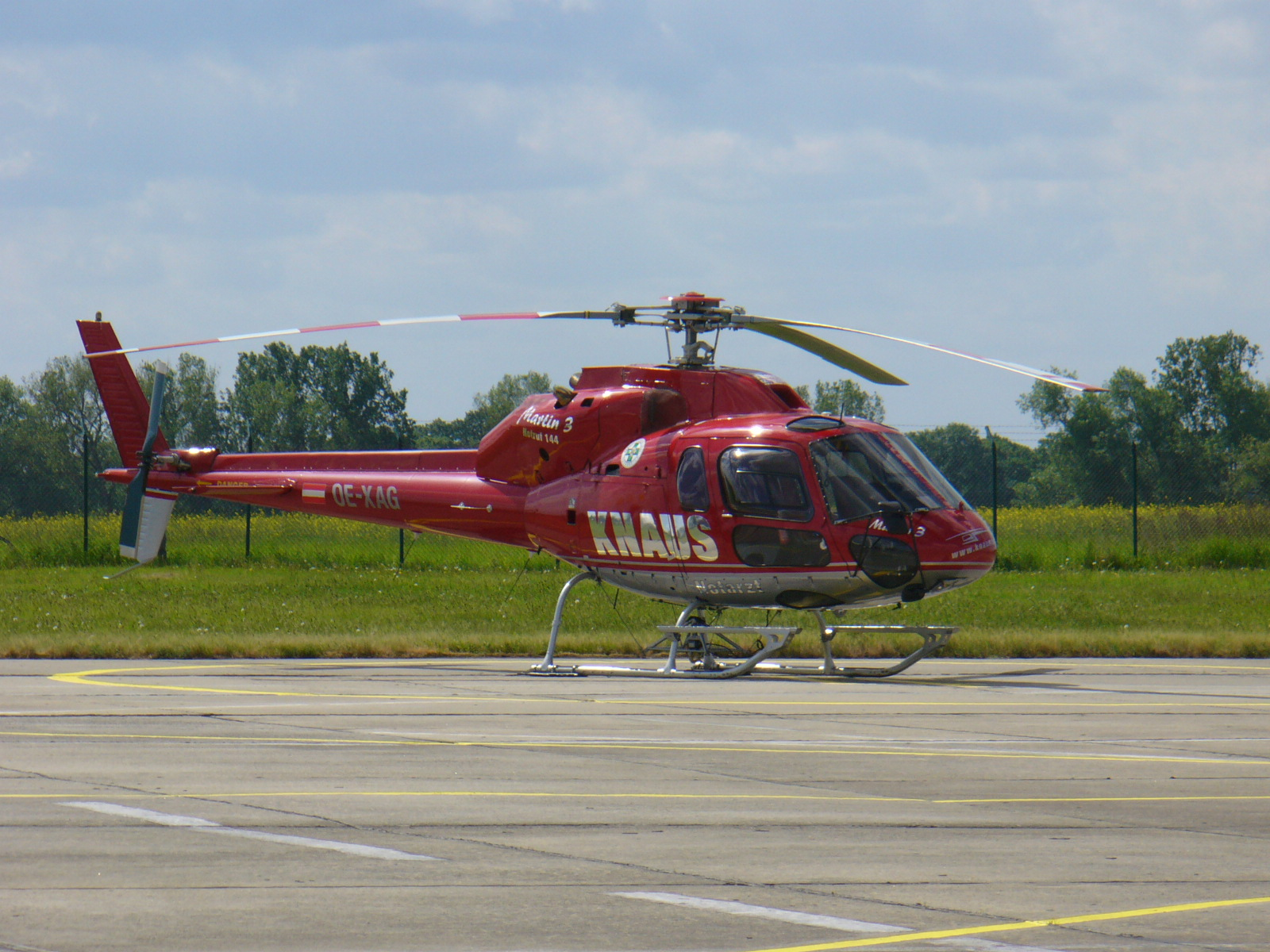
AS355 F1

W celu podniesienia niezawodności i bezpieczeństwa lotu, oraz zwiększenia udźwigu śmigłowca, zmodyfikowano AS350 dodając drugi silnik. Nowy typ maszyny oznaczono jako AS355 Écureuil 2.
Prace projektowe nad dwusilnikową wersją śmigłowca Écureuil rozpoczęły się bardzo szybko po wprowadzeniu do produkcji modelu podstawowego, a pierwszy lot dwusilnikowej wersji odbył się 28 września 1979 roku. Prototyp był napędzany dwoma silnikami turbinowymi Allison 250-C20F połączonymi z nową przekładnią główną. Modyfikacje w porównaniu z modelem AS350 polegały na wzmocnieniu struktury kadłuba, zmianie układu paliwowego, systemów przeniesienia napędu i wirnika głównego do zastosowania w nowej dwusilnikowej konfiguracji.
Wirnik zbudowany jest z głowicy Starflex tak jak w AS350 i nowych kompozytowych łopat. Pierwszy typ dwusilnikowego śmigłowca wprowadzono do produkcji jako AS355E, który na początku 1982 roku został zastąpiony typem AS355F o większym udźwigu i nowymi szerszymi łopatami wirnika głównego. Ten z kolei model modyfikowano dwukrotnie: w styczniu 1984 do AS355F-1 i grudniu 1985 do AS355F-2 sukcesywnie zwiększając ich udźwig.
Obecnie produkowany śmigłowiec typu AS355N Écureuil 2 napędzany dwoma silnikami turbinowymi Turboméca TM-319 Arrius został certyfikowany w 1989 roku, a pierwsze egzemplarze dostarczono w 1992 roku. W Stanach Zjednoczonych jest on produkowany pod nazwą TwinStar, a w Brazylii jako HB 355 F2 Esquilo.

### AS555
Analogicznie jak w przypadku śmigłowca AS350 i powstałego na jego bazie śmigłowca wojskowego AS355, także Écureuil 2 jest budowany w wersji wojskowej pod tą samą nazwą Fennec.

## Wersje śmigłowców Écureuil
- AS350B Écureuil – pierwsza wersja produkcyjna
- AS350BB Écureuil - wersja szkolna, używana przez RAF jako HT.1 i Royal Navy jako HT.2
- AS350B3 Écureuil - wersja produkcyjna od 1997 roku
- AS350D AStar – pierwsza wersja produkowana na rynek amerykański
- AS350L – pierwsza wersja wojskowa
- AS550A2 Fennec - śmigłowiec wsparcia
- AS550C2 Fennec - wersja przeciwpancerna
- AS550C3 Fennec - wojskowy odpowiednik AS350B-3 Écureuil
- AS550M2 Fennec - wersja morska transportowa
- AS550S2 Fennec - bojowa wersja morska
- AS550U2 Fennec - wersja transportowa
- AS355F Écureuil 2
- AS355F Twin Star - amerykańska wersja Écureuil 2
- AS355FR Écureuil 2
- AS555AN Fennec - wersja bojowa
- AS555MN Fennec - wersja morska transportowa
- AS555SN Fennec - bojowa wersja morska
- AS555UN Fennec - transportowy

Ogólnie wyprodukowano:
Do końca 2002 roku – około 3000 AS350 wszystkich typów (łącznie z wojskowymi Fennec). Ponadto Helibras w Brazylii wyprodukował ponad 300 Esquilo na licencji.
W 1994 roku w Chinach rozpoczęto produkcję śmigłowca Z-11, będącego bezlicencyjną kopią AS350 Écureuil.

## Dane techniczne śmigłowców Écureuil
| Model                         | AS350B-2                                 | AS350D                                     | AS350B-3                                | AS355F                               | AS355N                                         |
| Silniki (turbowałowe)         | 1 × Turboméca Arriel 1D1 732 KM (546 kW) | 1 × Lycoming LTS-101-600A2 615 KM (460 kW) | 1 × Turboméca Arriel 2B 848 KM (632 kW) | 2 × Allison 250-C20F 420 KM (315 kW) | 2 × Turboméca TM-319-1A Arrius 406 KM (302 kW) |
| Wysokość                      | 3,14 m                                   | 3,14 m                                     | 3,14 m                                  | 3,14 m                               | 3,14 m                                         |
| Długość kadłuba               | 10,93 m                                  | 10,93 m                                    | 10,93 m                                 | 10,91 m                              | 10,91 m                                        |
| Długość z wirnikiem           | 12,94 m                                  | 12,94 m                                    | 12,94 m                                 | 12,94 m                              | 12,94 m                                        |
| Średnica wirnika głównego     | 10,69 m                                  | 10,69 m                                    | 10,69 m                                 | 10,69 m                              | 10,69 m                                        |
| Powierzchnia wirnika głównego | 89,8 m²                                  | 89,8 m²                                    | 89,8 m²                                 | 89,8 m²                              | 89,8 m²                                        |
| Masa własna                   | 1171 kg                                  | 1070 kg                                    | 1175 kg                                 | 1305 kg                              | 1436 kg                                        |
| Masa maksymalna               | 2250 kg                                  | 2100 kg                                    | 2250 kg                                 | 2600 kg                              | 2600 kg                                        |
| Prędkość maksymalna           | 246 km/h                                 | 230 km/h                                   | 248 km/h                                | 224 km/h                             | 222 km/h                                       |
| Zasięg                        | 670 km                                   | 760 km                                     | 666 km                                  | 703 km                               | 722 km                                         |
| Pułap                         | 2770 m                                   | -                                          | 4050 m                                  | 4000 m                               | -                                              |
| Prędkość wznoszenia           | 580 m/min                                | 520 m/min                                  | 593 m/min                               | 423 m/min                            | 417 m/min                                      |